# Clemens (Erzählung)
Clemens ist eine Erzählung des deutsch-französischen Schriftstellers Joseph Breitbach (1903–1980). Es handelt sich dabei ursprünglich um ein Kapitel aus einem gleichnamigen Roman, das unter dem Titel Die Rückkehr im Jahr 1937 im ersten Heft der von Thomas Mann herausgegebenen Zeitschrift Maß und Wert veröffentlicht wurde.

## Handlung
Der 17-jährige Schreinerlehrling Clemens Wirg wird von einem Polizisten nach Hause gebracht, nachdem er aus dem Gefängnis entlassen worden war. Er war von zu Hause ausgerissen und hatte sich kleinerer Diebstähle schuldig gemacht. Schon kurz vor der Ankunft des Zuges in Clemens’ Heimatstadt (die am Rhein zwischen Mainz und Koblenz liegt, deren Name aber nicht genannt wird) erzählt Clemens dem Polizisten von seiner Angst vor dem strengen Vater, der seine Rückkehr erwartet und ihn vermutlich, wie schon so oft, verprügeln wird. Während der Polizist versucht, Clemens die Angst zu nehmen und ihm verspricht, den Vater zu beruhigen, erreicht der Zug den Bahnhof. Dort erwartet Clemens’ Vater, der Küster der örtlichen Pfarrkirche, die beiden. Er lehnt es jedoch ab, Clemens am Bahnhof in Empfang zu nehmen, sondern verlangt von dem Polizisten, den Sohn nach Hause zu bringen. Offensichtlich will er erreichen, dass sein Sohn durch die Stadt laufen muss und sich von den neugierigen Blicken der Leute gedemütigt fühlt. Tatsächlich fürchtet Clemens sich davor, den Bekannten und Nachbarn in seiner abgerissenen Kleidung und in Begleitung eines Polizisten begegnen zu müssen. Dies bleibt ihm allerdings erspart, da die beiden vom Lieferwagen eines örtlichen Gasthofes mitgenommen werden. Der Besitzer des Gasthofes und Fahrer des Wagens begegnet Clemens mit Wohlwollen und Güte; er glaubt, dieser habe seine Lektion gelernt und werde künftig ein ehrliches Leben führen.
Durch die Mitfahrt im Auto erreichen Clemens und der Polizist das oberhalb der Stadt gelegene Küsterwohnhaus vor dem Vater, dessen Strenge und Brutalität der Polizist erkennt. Er übergibt Clemens daher rasch, legt aber noch ein gutes Wort für ihn ein. Ohne weiter mit ihm zu sprechen, führt der Vater seinen Sohn ins Haus, wo Clemens’ Tante (die dem Vater den Haushalt führt, da Clemens’ Mutter verstorben ist) heimlich ein Willkommensessen angerichtet hat. Der Vater ist außer sich vor Wut, als er das entdeckt; er schafft auch das Schild mit der Aufschrift „Herzlich Willkommen“ weg und verschwindet in einem Abstellraum, wo er etwas festnagelt, ohne dass Clemens erkennen kann, was. Das festliche Essen räumt der Küster ab und erklärt seinem Sohn, sie beide würden nun einige Zeit zur Buße nur Brot und Wasser zu sich nehmen. Clemens wartet indessen weiter auf die sichere Tracht Prügel und fordert den Vater auf, ihm diese lieber jetzt gleich zu verpassen statt ihn weiter auf die Schläge warten zu lassen. Dabei erfährt der Leser auch, auf welche stark sexuell-sadistisch getönte Art der Vater Clemens zu bestrafen pflegt. Diesmal kommt es für Clemens jedoch nicht zu der üblichen Prügelstrafe.
Clemens erschrickt vielmehr sehr, als er einen schwarzen Hut mit Trauerflor an der Garderobe entdeckt und befürchtet, sein Bruder oder seine Schwester könnten gestorben sein. Auf seine Nachfrage führt der Vater ihn in den Abstellraum und dort steht tatsächlich ein Sarg. Auf Clemens’ verängstigte Frage, wer gestorben sei, antwortet der Vater nur, Clemens solle lesen. Am Fußende des Sarges hat er einen Totenzettel angenagelt – und Clemens liest, dass es ein Totenzettel für ihn selbst ist! Nun wird bei einer strengen Befragung durch den Vater klar, dass Clemens mit einem Trick versucht hatte, eine Fahndung nach sich zu verhindern: Bei der Flucht von zu Hause hatte er bewusst seine Kleider am Rheinufer liegen lassen, um den Eindruck zu erwecken, er sei beim Baden ertrunken. Die Angehörigen glaubten dies auch und ließen eine Totenmesse für ihn lesen.
Schlagartig wird Clemens klar, welchen Schmerz er seinen Geschwistern und der Tante zugefügt hat, da seine Angehörigen ihn für tot halten mussten. Für den frommen Vater steht aber die unnötig gelesene Totenmesse im Vordergrund, weshalb er sich auch eine besonders perfide Strafe für seinen Sohn ausgedacht hat: Clemens soll nun in dem leeren Sarg schlafen. Im Übrigen sei sein Ruf in der Stadt ruiniert, der Pfarrer habe sich so sehr darüber aufgeregt, dass zu Unrecht eine Totenmesse gelesen worden sei, dass er ins Krankenhaus musste, und bei ihm müsse Clemens sich persönlich entschuldigen, ebenso bei den zahlreichen Besuchern der Totenmesse, die teure Kränze geschickt hätten. Aus dem Turnverein sei Clemens auch schon ausgeschlossen worden.
Clemens erkennt, wie unreif er gehandelt hat und wie schwer es sein wird, seinen Ruf wiederherzustellen. Zuletzt kommen ihm nun auch Zweifel, ob seine Flucht vor dem harten, aber sich so fromm gebenden Vater nicht vielleicht doch ein Fehler war?

## Historischer Hintergrund
Bei der später mehrfach neu abgedruckten Erzählung handelte es sich nach Angaben Breitbachs um ein Kapitel aus einem unveröffentlichten Roman mit dem Titel Clemens, der das Erstarken der Nationalsozialisten und die Machtergreifung in einer Kleinstadt am Rhein darstellte. Von diesem Thema ist in dem veröffentlichten Kapitel jedoch nichts zu erkennen; hier geht es eher um fanatischen Katholizismus und den Versuch, aus dem von Frömmigkeit und Strenge bestimmten Elternhaus auszubrechen.
Nach Aussage Breitbachs hatte dieser von 1930 bis 1939 an dem Roman (den er auch als sein Hauptwerk bezeichnete) gearbeitet und zu Beginn des Westfeldzugs noch versucht, von Paris aus (wo er damals lebte) ein Exemplar des Manuskripts in die Schweiz an den Verlag von Emil Oprecht zu schicken. Dies gelang aber nicht, da die französische Post nur eine halbe Stunde zuvor die Beförderung von Paketen eingestellt hatte. Nach der Besetzung Frankreichs beschlagnahmte die Gestapo Breitbachs Papiere, darunter auch das Manuskript des Romans. Es wurde im weiteren Verlauf des Zweiten Weltkriegs zunächst von der Gestapo nach Schlesien ausgelagert, schließlich in der Endphase des Krieges dann von sowjetischen Truppen nach Moskau gebracht und später an die DDR abgegeben.
Breitbach erfuhr hiervon nichts. Nach seinem Tod und nach der Wiedervereinigung gelangte das Manuskript ins Deutsche Literaturarchiv Marbach zum restlichen Nachlass Breitbachs. Ein an anderer Stelle veröffentlichtes Kapitel, das aus diesem Manuskript stammt, passt inhaltlich nicht zu dem bereits 1937 abgedruckten, behandelt aber tatsächlich die Machtergreifung. Möglicherweise handelt es sich also bei dem wiedergefundenen, nicht abgeschlossenen Manuskript um eine frühere oder spätere Fassung des Romans.
Breitbach selbst versuchte nach dem Krieg erfolglos, den Roman noch einmal zu schreiben, und er verarbeitete das Thema des 1937 veröffentlichten Kapitels auch noch einmal in dem 1971 erschienenen Theaterstück Requiem für die Kirche.

## Ausgaben
- Die Rückkehr. In: Maß und Wert. 1, 1937, Heft 1, S. 75–99 (danach mehrere Abdrucke in Zeitschriften und Sammelbänden, auch selbstständige Ausgaben, Übersetzungen ins Französische).
- Erstes Kapitel des später wiederentdeckten Romanmanuskripts zu Clemens, In: Horizonte. Rheinland-pfälzisches Jahrbuch für Literatur 3. Herausgegeben von Sigfrid Gauch, Sonja Hilzinger und Josef Zierden. Brandes & Apsel, Frankfurt am Main 1996.